# Somatidia parvula
Somatidia parvula là một loài bọ cánh cứng trong họ Cerambycidae.